# Peračko Blato
Peračko Blato – wieś w Chorwacji, w żupanii dubrownicko-neretwiańskiej, w mieście Ploče. W 2011 roku liczyła 288 mieszkańców.